# Брасс-Касл (Нью-Джерсі)
Брасс-Касл (англ. Brass Castle) — переписна місцевість (CDP) в США, в окрузі Воррен штату Нью-Джерсі. Населення — 1536 осіб (2020).

## Географія
Брасс-Касл розташований за координатами 40°45′47″ пн. ш. 75°1′34″ зх. д. / 40.76306° пн. ш. 75.02611° зх. д. (40.763125, -75.026248).  За даними Бюро перепису населення США в 2010 році переписна місцевість мала площу 7,60 км², з яких 7,56 км² — суходіл та 0,04 км² — водойми.

## Демографія
Згідно з переписом 2010 року, у переписній місцевості мешкало 1555 осіб у 552 домогосподарствах у складі 452 родин. Густота населення становила 205 осіб/км².  Було 575 помешкань (76/км²).
Расовий склад населення:
| - 95,9 % — білих - 1,6 % — чорних або афроамериканців - 1,5 % — азіатів - 0,1 % — корінних американців |

До двох чи більше рас належало 0,6 %. Частка іспаномовних становила 3,2 % від усіх жителів.
За віковим діапазоном населення розподілялося таким чином: 25,1 % — особи молодші 18 років, 61,7 % — особи у віці 18—64 років, 13,2 % — особи у віці 65 років та старші. Медіана віку мешканця становила 41,9 року. На 100 осіб жіночої статі у переписній місцевості припадало 95,1 чоловіків;  на 100 жінок у віці від 18 років та старших — 97,8 чоловіків також старших 18 років.
Середній дохід на одне домашнє господарство  становив 102 691 долар США (медіана — 87 112), а середній дохід на одну сім'ю — 127 457 доларів (медіана — 113 036). За межею бідності перебувало 3,0 % осіб, у тому числі 0,0 % дітей у віці до 18 років та 9,5 % осіб у віці 65 років та старших.
Цивільне працевлаштоване населення становило 775 осіб. Основні галузі зайнятості: освіта, охорона здоров'я та соціальна допомога — 25,5 %, мистецтво, розваги та відпочинок — 14,7 %, будівництво — 9,4 %, роздрібна торгівля — 8,5 %.